# Burning (Ginevra)
Burning è un singolo della cantautrice italiana Ginevra, pubblicato il 20 settembre 2019.

## Descrizione
Il brano, scritto dalla stessa cantautrice con Francesco e Marco Fugazza, in arte Suorcristona, è prodotto da Francesco Fugazza.

## Tracce
Testi e musiche di Ginevra Lubrano, Francesco Fugazza e Marco Fugazza.
1. Burning – 3:40